# Luigi Giuseppe Lasagna
Luigi Giuseppe Lasagna SDB (ur. 4 marca 1850 w Montemagno, zm. 6 listopada 1895 w Juiz de Fora) – włoski biskup rzymskokatolicki.
Jest założycielem dzieł salezjańskich w Brazylii i Urugwaju.;